# Microsoft Office 2000
Microsoft Office 2000 је програмски пакет из породице Microsoft Office. Издао га је Microsoft за оперативни систем Windows. Office 2000 је пуштен у производњу 29. марта 1999. и стављен је на располагање у малопродаји 7. јуна исте године.
Office 2000 је последњи Office програм који је компатибилан за Windows 95 и Windows NT 4.0 SP3–SP5. Microsoft је издао три сервисна пакета током његовог животног циклуса. Подршка за Office 2000 је истекла 14. јула 2009.

## Нове опције
Нове функције укључују креирање и објављивање HTML докумената, функције за сарадњу на Интернету као што су интеграција са NetMeeting-ом, подршка за профил корисника у ромингу, подршка за COM додатке; ажурирану верзију Office Assistant-а и побољшани интерфејс, укључујући персонализоване меније и траке са алаткама које изостављају ретко коришћене команде.

## Верзије
Microsoft је објавио пет главних издања: Standard, Small Business, Professional, Premium и Developer.
Сва малопродајна издања продата у Аустралији, Бразилу, Кини, Француској и Новом Зеланду, као и академске копије продате у Канади и Сједињеним Државама, захтевале су од корисника да активира производ путем интернета. Microsoft је проширио овај захтев на малопродајна издања која се продају у Канади и Сједињеним Државама уз доступност Office 2000 Service Release 1.
| Office програми         | Standard | Small Business | Professional | Premium | Developer |
| ----------------------- | -------- | -------------- | ------------ | ------- | --------- |
| Word 2000               | Да       | Да             | Да           | Да      | Да        |
| Excel 2000              | Да       | Да             | Да           | Да      | Да        |
| Outlook 2000            | Да       | Да             | Да           | Да      | Да        |
| PowerPoint 2000         | Да       | Не             | Да           | Да      | Да        |
| Binder 2000             | Да       | Не             | Да           | Да      | Да        |
| Publisher 2000          | Не       | Да             | Да           | Да      | Да        |
| Small Business Tools    | Не       | Да             | Да           | Да      | Да        |
| Access 2000             | Не       | Не             | Да           | Да      | Да        |
| FrontPage 2000          | Не       | Не             | Не           | Да      | Да        |
| PhotoDraw 2000          | Не       | Не             | Не           | Да      | Да        |
| Developer Tools and SDK | Не       | Не             | Не           | Не      | Да        |
| MapPoint 2000           | Не       | Не             | Не           | Не      | Не        |
| Project 2000            | Не       | Не             | Не           | Не      | Не        |
| Visio 2000              | Не       | Не             | Не           | Не      | Не        |
| Vizact 2000             | Не       | Не             | Не           | Не      | Не        |